# Space Crusade
Space Crusade ist die Softwareumsetzung des gleichnamigen Brettspiels von MB Spiele (in Deutschland erschienen als StarQuest). Es wurde vom britischen Entwicklerstudio Gremlin Graphics Software adaptiert und 1992 für Amiga, Amstrad CPC, Atari ST, Commodore 64, MS-DOS und ZX Spectrum veröffentlicht. Es handelt sich um eine der frühesten Softwareumsetzungen zur Rollenspielwelt Warhammer 40.000.

## Spielprinzip
Space Crusade ist – wie das ebenfalls von Gremlin entwickelte HeroQuest – eine detailgetreue Umsetzung des namensgebenden Brettspiels. Bis zu drei Mitspieler steuern jeweils eine Gruppe Space Marines bei der Erkundung eines Raumschiffwracks (sog. Space Hulk), im Kampf gegen computergesteuerte Alien-Gegner. Ziel ist die Eliminierung aller Gegner oder die Zerstörung gewisser Einrichtungen. Das Spiel verläuft rundenbasiert, das Spielfeld präsentiert sich weitgehend aus einer zweidimensionalen Vogelperspektive, schaltet bei Kämpfen aber auch in eine dreidimensional wirkende isometrische Perspektive.

## Rezeption
Das Spiel wurde in der Presse für seine detailgetreue Umsetzung gelobt. Bei einer Leserumfrage des Computerspiel-Magazins Your Sinclair im Jahr 1993 wurde Space Crusade auf Platz 24 der 100 besten ZX-Spectrum-Spiele gewählt.
Noch im selben Jahr veröffentlichte Gremlin eine Erweiterungsdiskette mit dem Titel Space Crusade: The Voyage Beyond, für Amiga und Atari ST. Sie enthielt einige neue Level und war in einer Fassung inklusive des Grundspiels als auch nur den neuen Spielkarten erhältlich.